# CP-symmetrie
In deeltjesfysica is de CP-symmetrie de symmetrie onder zowel een pariteit- als ladingtransformatie. De C komt van charge (lading), de P van pariteit.

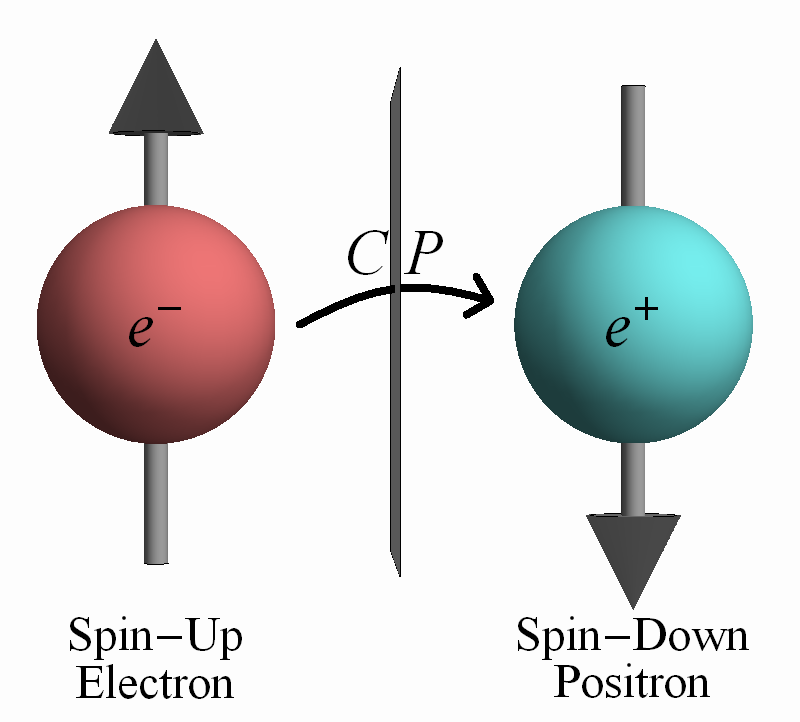
Een diagram dat de werking van CP aantoont : CP bewerkstelligt een omkering van de ruimtelijke assen en maakt van deeltjes antideeltjes. Hier wordt een elektron met een positief spinkwantumgetal omgevormd tot positron met een negatief spinkwantumgetal

Men dacht dat de combinatie van de twee afzonderlijke symmetrieën een behouden symmetrie zou opleveren, de CP-symmetrie. Echter er zijn ook schendingen van deze symmetrie gevonden in de zwakke wisselwerking. Als men CP-symmetrie met T-symmetrie, oftewel tijdsomdraaiing, combineert, krijgt men CPT-symmetrie, waarvan tot op heden geen schending is geobserveerd. Indien deze symmetrie daadwerkelijk niet wordt geschonden, moet T-symmetrie geschonden worden, omdat CP-symmetrie geschonden wordt.
In 1964 werd er een experiment uitgevoerd om het bestaan van CP-symmetrie te bevestigen, de uitkomst was echter dat deze symmetrie niet bestaat en er dus sprake is van CP-schending. Dit ontdekten Christenson, Cronin, Fitch en Turlay in een onderzoek van het vervalproces van kaonen. James Cronin en Val Fitch kregen hiervoor in 1980 de Nobelprijs.

## CP-schending B-mesonen
Het verval van B-mesonen is een transformatie naar andere quarks, door de zwakke wisselwerking. De B-mesonen zouden stabiel zijn ware het niet dat de b-quark en antiquark een lading van de zwakke wisselwerking bevatten. Aangezien dat het geval is en B-mesonen zwaarder zijn dan vele andere mesonen, zijn er veel manieren hoe het B-meson kan vervallen. Al deze manieren bestaan er uit dat de b-quark zich transformeert in een andere quark, een t-, c- of u-quark, waarbij een t-quark zelf ook weer moet transformeren aangezien deze zwaarder is dan de b-quark. Veel van deze transformaties kunnen experimenteel worden waargenomen en de lading van de zwakke wisselwerking kan worden gemeten.
Volgens het standaardmodel komt CP-schending voor in de zwakke wisselwerking. Specifieker, wanneer quarks transformeren door de zwakke wisselwerking in quarks met een andere elektrische lading. Alle interacties van dit type worden beschreven door de Cabibbo-Kobayashi-Maskawa matrix, kortweg CKM matrix. Deze matrix bestaat uit de negen verschillende koppelingsconstanten van de zwakke wisselwerking. Om de relaties die worden voorspeld door het standaardmodel te testen, moeten alle elementen, zowel het reële als imaginaire deel, bekend zijn. Om de imaginaire groottes van de elementen te bepalen, moet de CP-schending in veel mesonvervalprocessen worden gemeten. Kaonvervalprocessen geven informatie over de elementen van de eerste en tweede kolom van de matrix. Met vervalprocessen van B-mesonen kunnen elementen uit de derde rij en kolom worden bepaald. Dit betekent dat met de combinatie van gegevens afkomstig uit onderzoek naar het verval van K- en B-mesonen bijna de gehele matrix kan worden bepaald.
Met behulp van het standaardmodel en de CKM matrix kan er een ruwe schatting worden gemaakt over het voorkomen van CP-schending in vervalprocessen van B-mesonen. Dit biedt dus tevens een mogelijkheid om een experiment te bedenken, waarmee het standaardmodel gecontroleerd kan worden.
B-mesonen kunnen vervallen in veel verschillende combinaties van lichtere deeltjes, daarom moet men als eerst bepalen welke combinaties de grootste waarschijnlijkheid hebben om CP-symmetrie te schenden.
Als CP-symmetrie niet geschonden wordt moet het verval van het B-meson en zijn antideeltje gelijk verlopen, een verschil in vervalratio’s duidt op CP-schending. Echter deze verschillen kunnen klein zijn en daardoor moeilijk te observeren.
De meeste veelbelovende onderzoeken hebben betrekking op kleine verschillen en hangen waarschijnlijk af van het moment waarop het deeltje of antideeltje vervalt. Echter het verval vindt dusdanig snel plaats, dat deze tijd niet te meten is. Men baseert zich daarom op de afstand die een deeltje aflegt tussen ontstaan en verval. Hiervoor zijn echter zeer geavanceerde deeltjesversnellers en detectoren nodig.
Men verricht op twee plaatsen onderzoek naar CP-schending bij vervalprocessen van B-mesonen. Dit zijn het experiment BaBar in het Stanford Linear Accelerator Center (SLAC) in de Verenigde Staten en Belle in het High Energy Accelerator Research Organization (KEK) in Japan.
Het BaBar experiment heeft aangetoond dat de ratio’s van de vervalprocessen van het B-meson en zijn antideeltje niet gelijk zijn, oftewel er is sprake van CP-schending. De resultaten hiervan werden in de zomer van 2002 bekendgemaakt na analyse van 87 miljoen B/B-bar mesonparen gebeurtenissen. Consistente resultaten werden ook behaald in het Belle experiment. De resultaten van de experimenten zijn in overeenstemming met het standaardmodel.

## CP-probleem in sterke wisselwerking
Het CP-probleem in de sterke wisselwerking is een probleem in de deeltjesfysica en is de vraag waarom kwantumchromodynamica de CP-symmetrie niet lijkt te schenden. De Lagrangiaan wordt gegeven door:
{\displaystyle {\mathcal {L}}=-{\frac {1}{4}}{\mathrm {tr} \,}F_{\mu \nu }F^{\mu \nu }-{\frac {n_{f}g^{2}\theta }{32\pi ^{2}}}{\mathrm {tr} \,}F_{\mu \nu }{\tilde {F}}^{\mu \nu }+{\bar {\psi }}(i\gamma ^{\mu }D_{\mu }-me^{i\theta '\gamma _{5}})\psi }
Indien de QCD-hoek θ ongelijk aan nul is, moet er sprake zijn van CP-schending. Daarnaast bestaat de mogelijkheid dat de hoek θ’ CP-schending veroorzaakt. Er is echter geen experimentele waarneming van CP-schending in de sterke wisselwerking. Deze tegenstrijdigheid wordt de strong CP problem genoemd. Men kan eventueel een onderscheid maken tussen het eerste probleem, waarom er geen waarneembaar effect van θ is, en het tweede probleem, waarom er geen waarneembaar effect van θ’ gecombineerd met θ is. Onder bepaalde aannames kan de een in de ander converteren en vice versa.
Er zijn meerdere pogingen gedaan om aan te tonen dat θ niet leidt tot een CP-schending in QCD. In ieder geval kan het eerste probleem worden opgelost door aan te nemen dat θ gelijk is aan nul. Hoewel dit een speciale waarde is, vergroot dit de symmetrie van de actie en is het natuurlijk volgens ’t Hoofts eisen van natuurlijkheid. Het gelijkstellen van θ aan θ’ is echter onnatuurlijk, de symmetrie van een effectieve actie wordt vergroot, maar niet van de klassieke actie. Het tweede probleem kan dus niet op die manier worden opgelost.
De bekendste oplossing van het probleem is de Peccei-Quinn theorie. Dit is een oplossing gesuggereerd door R. D. Peccei en H. R. Quinn in 1977. Zij postuleerden dat de volledige Lagrangiaan van het standaardmodel invariant zou zijn onder een extra symmetrie, tegenwoordig de Peccei-Quinn symmetrie genoemd. Deze axiale symmetrie is een symmetrie van de klassieke theorie, onderhevig aan axiale anomalie en het kan spontaan worden gebroken.
Als gevolg van het spontaan verbreken van de symmetrie moeten er Golstone bosonen worden ingevoerd, axionen genaamd. Hierdoor verandert de parameter {\displaystyle {\bar {\theta }}=\theta -\theta ^{'}} in een dynamische grootte, afhankelijk van het axionveld. In het model zal {\displaystyle {\bar {\theta }}} dynamisch een waarde krijgen gelijk aan nul. Dit betekent dat er wel sprake is van CP-symmetrie.

## Baryongetal en de asymmetrie van materie en antimaterie
Een van de onopgeloste theoretische vraagstukken is waarom het heelal hoofdzakelijk bestaat uit materie, in plaats van gelijke hoeveelheden materie en antimaterie. In het standaardmodel zou de oerknal gelijke hoeveelheden van materie en antimaterie moeten hebben gecreëerd als er sprake is van CP-symmetrie. Dit betekent dat protonen zouden annihileren met antiprotonen, elektronen met positronen en neutronen met antineutronen etc. Dit zou als gevolg hebben dat er enkel fotonen zouden bestaan in het heelal. Aangezien dit overduidelijk niet het geval is, moeten de fysische wetten anders zijn voor materie dan voor antimaterie, oftewel er moet sprake zijn van CP-schending.
Hierom heeft men gepostuleerd dat er een kracht is waarbij het baryongetal en leptongetal niet behouden blijft. Het baryongetal is gedefinieerd als
{\displaystyle \Delta n_{bar}=n_{bar}-n_{anti-bar}}
Hierbij is nbar het aantal baryonen en nanti-bar het aantal antibaryonen.
Als {\displaystyle n_{\gamma }} het aantal fotonen in de kosmische achtergrondstraling is, is er een gerelateerde grootheid:
{\displaystyle r_{bar}={\frac {\Delta n_{bar}}{n_{\gamma }}}}
In ons deel van het universum zijn er vrijwel geen anti-baryonen:
{\displaystyle n_{anti-bar}\ll n_{bar}\ll n_{\gamma }}
Het is mogelijk dat er in andere delen juist veel meer anti-baryonen dan baryonen zijn en dat het universum uit delen bestaat waar het één dan wel het ander overheerst, waarbij het universum als geheel wel een symmetrie vertoont tussen materie en antimaterie. Echter dit wordt over het algemeen beschouwd als onwaarschijnlijk, vooral omdat er geen mechanisme is gevonden dat dit zou verklaren. Het materie-antimaterie-symmetrische heelal na de Big Bang zou dan namelijk grote regio’s moeten ontwikkelen met een baryongetal ongelijk aan nul. Dit is niet te verklaren door statistische fluctuaties noch door dynamische effecten.
Observatie heeft een waarde voor rbar geleverd. rbar Is ongeveer gelijk aan 1010, namelijk 2,6 < rbar 1010 < 6,2. Dit betekent dat voor elke tien miljard jaar voor paren van deeltje en antideeltje er één extra deeltje was zonder antideeltje om te annihileren tot de achtergrondstraling. Dit is een zeer klein getal.
De vraag is dus onder welke omstandigheden het baryongetal gelijk kan zijn aan nul in het begin, de Planck-tijd, en kan ontwikkelen tot een waarde ongelijk aan nul. De Russische theoretische fysicus Andrei Sacharov schreef in een artikel dat er drie voorwaarden zijn om dit mogelijk te maken.
1. Aangezien het baryongetal in het begin anders is dan aan het eind, moet er een baryongetal-schendende transformatie bestaan.
2. CP-symmetrie moet geschonden worden. Als dit niet het geval is, zou er voor elke transformatie waarbij het baryongetal verandert een CP-geconjugeerde transformatie zijn en zou er geen baryonnummer ongelijk aan nul kunnen ontstaan.
3. Tenzij men wil aannemen dat de CPT-symmetrie ook geschonden wordt, moeten de transformaties waarbij CP-symmetrie wordt geschonden, plaatsvinden buiten een thermisch evenwicht. In een thermisch evenwicht wordt de tijd irrelevant en reduceert CPT-symmetrie naar CP-symmetrie. Het schenden van CP-symmetrie zou dus betekenen dat CPT-symmetrie geschonden wordt.

Aan al deze drie condities moet tegelijkertijd worden voldaan. De keerzijde hiervan is echter dat als er eenmaal een baryongetal ongelijk aan nul is, dit door bovengenoemde condities ook weer gelijk kan worden aan nul door dezelfde transformaties.
Er is op dit moment geen experimenteel bewijs van deeltjesinteracties waarbij het baryongetal wordt geschonden. Alle waargenomen reacties hebben hetzelfde baryongetal voor en na de reacties. Het is al bekend dat er sprake is van CP-schending in verschillende gebieden, dus aan voorwaarde twee kan worden voldaan. De laatste voorwaarde stelt dat de snelheid van de reactie die een baryon-asymmetrie veroorzaakt, lager is dan de snelheid van de expansie van het universum. In deze situatie bereiken deeltjes en hun antideeltjes geen thermisch evenwicht door de snelle expansie van het universum, waardoor annihilatie van paren minder vaak voorkomt.

### Grand unified theories
Toen het concept van GUTs theorie van alles ontstond, werd er pas aandacht geschonken aan het artikel van Sacharov, omdat er standaard aan de drie benodigde voorwaarden wordt voldaan in deze theorieën.
1. Reacties waarbij het baryongetal verandert, moeten bestaan. Aangezien quarks en leptonen in dezelfde ‘Gauge group’ worden geplaatst, moeten er gauge-interacties bestaan die baryon- en leptongetallen kunnen veranderen.
2. Deze modellen zijn dusdanig complex dat er meerdere bronnen zijn van CP-schending.
3. De ‘grand unification’ betekent dat er een energieschaal, MGUT, is waarbij de fase verandert. Bij temperaturen rond MGUT zijn er deeltjes, X-bosonen, die een massa van ongeveer MGUT hebben. Het verval hiervan duurt daarom dusdanig lang dat ze geen thermisch evenwicht bereiken.

Het feit dat dit probleem opgelost kan worden door GUT-modellen is een groot voordeel van deze modellen, aangezien ze niet zijn opgezet om de asymmetrie te verklaren.
Aan de andere kant is het misleidend om te beweren dat baryogenesis hiermee verklaard is. Er zijn namelijk problemen bij baryogenesis op een GUT-schaal. Ten eerste is er een grote kans dat een baryongetal dat in een heelal met zo’n hoge temperatuur is ontstaan, zal verdwijnen tijdens de verdere ontwikkeling van het heelal, en ten tweede is er zeer weinig bekend over de dynamica in een GUT-fase. Het zou voorbarig zijn om hiermee direct baryogenesis op GUT-schaal af te wijzen, maar het zou heel goed zo kunnen zijn dat het slechts een bewijs is dat het principe van een dynamisch gegenereerd baryongetal mogelijk is.

### Elektrozwakke wisselwerking
Dit gebied is vrij goed bekend. Men heeft hier CP-schending waargenomen en daarnaast kunnen reacties buiten een thermisch evenwicht plaatsvinden. Dan blijft er echter nog de voorwaarde over dat het baryongetal geschonden moet worden. Dit is niet het geval op de klassieke schaal, maar op kwantummechanische schaal is hier wel sprake van. Het is dus mogelijk dat baryogenesis plaatsvindt door de elektrozwakke wisselwerking.
Deze hypothese krijgt veel aandacht, omdat er relatief veel bekend is over de elektrozwakke wisselwerking en een baryongetal dat hierdoor zou ontstaan, zou niet substantieel veranderen.